# National Rugby League 1956
La New South Wales Rugby Football League de 1956 fue la 49.ª edición del torneo de rugby league más importante de Australia.

## Formato
Los clubes se enfrentaron en una fase regular de todos contra todos, los cinco equipos mejor ubicados al terminar esta fase clasificaron a la postemporada.
Se otorgaron 2 puntos por el triunfo, 1 por el empate y ninguno por la derrota.

## Desarrollo

### Tabla de posiciones
| Pos. | Equipo                        | Encuentros | Encuentros | Encuentros | Encuentros | Tantos | Tantos | Tantos | Puntos |
| Pos. | Equipo                        | PJ         | PG         | PE         | PP         | F      | C      | Dif    | Puntos |
| ---- | ----------------------------- | ---------- | ---------- | ---------- | ---------- | ------ | ------ | ------ | ------ |
| 1    | St. George Dragons            | 18         | 13         | 1          | 4          | 398    | 239    | +159   | 27     |
| 2    | Balmain Tigers                | 18         | 13         | 0          | 5          | 293    | 241    | +52    | 26     |
| 3    | South Sydney Rabbitohs        | 18         | 11         | 1          | 6          | 364    | 265    | +99    | 23     |
| 4    | Newtown Jets                  | 18         | 11         | 0          | 7          | 333    | 229    | +104   | 22     |
| 5    | Western Suburbs Magpies       | 18         | 11         | 0          | 7          | 276    | 221    | +55    | 22     |
| 6    | Manly-Warringah Sea Eagles    | 18         | 7          | 3          | 8          | 323    | 269    | +54    | 17     |
| 7    | Canterbury-Bankstown Bulldogs | 18         | 6          | 0          | 12         | 235    | 352    | -117   | 12     |
| 8    | North Sydney Bears            | 18         | 5          | 1          | 12         | 218    | 324    | -106   | 11     |
| 9    | Eastern Suburbs               | 18         | 5          | 1          | 12         | 211    | 354    | -143   | 11     |
| 10   | Parramatta Eels               | 18         | 4          | 1          | 13         | 224    | 381    | -157   | 9      |

|  | Postemporada. |

### Postemporada

#### Playoff
| 14 de agosto | Newtown Jets | 5 - 10 | Western Suburbs Magpies |  |  |

#### Semifinales
| 18 de agosto | South Sydney Rabbitohs | 45 - 7 | Western Suburbs Magpies |  |  |

| 25 de agosto | St. George Dragons | 30 - 25 | Balmain Tigers |  |  |

#### Final preliminar
| 1 de septiembre | Balmain Tigers | 36 - 33 | South Sydney Rabbitohs |  |  |

#### Final
| 8 de septiembre | St. George Dragons | 18 - 12 | Balmain Tigers | Sydney Cricket Ground, Sídney   |  |
|                 |                    |         |                | Asistencia: 61.987 espectadores |  |

| Bandera de Australia       |
| Campeón St. George Dragons |
| Tercer título              |